# توم غيل
توم غيل (بالإنجليزية: Tom Gale) هو واثب عالي بريطاني، ولد في 18 ديسمبر 1998 في باث في المملكة المتحدة.

## وصلات خارجية
- توم غيل على موقع الاتحاد الدولي لألعاب القوى (الإنجليزية)
- توم غيل على موقع ThePowerOf10.info (الإنجليزية)
- توم غيل على موقع اللجنة الأولمبية الدولية (الإنجليزية)
- توم غيل على موقع أوليمبيديا (الإنجليزية)
- توم غيل على موقع اللجنة الأولمبية البريطانية (الإنجليزية)